# ویتکوواتس (کنگاژواتس)
ویتکوواتس (به صربی: Vitkovac) یک منطقهٔ مسکونی در صربستان است که در کنگاژواتس واقع شده‌است. ویتکوواتس ۳۵۲ نفر جمعیت دارد.